# Orom
Orom (cyr. Ором) – wieś w Serbii, w Wojwodinie, w okręgu północnobanackim, w gminie Kanjiža. W 2011 roku liczyła 1423 mieszkańców.